# سومرفیلد (کارولینای شمالی)
سومرفیلد (به انگلیسی: Summerfield) شهری در ایالت کارولینای شمالی کشور ایالات متحده آمریکا است که جمعیت آن در سرشماری سال ۲۰۱۰ میلادی، ۱۰٬۲۳۲ نفر بوده‌است.